# Thomas Child (fotograf)

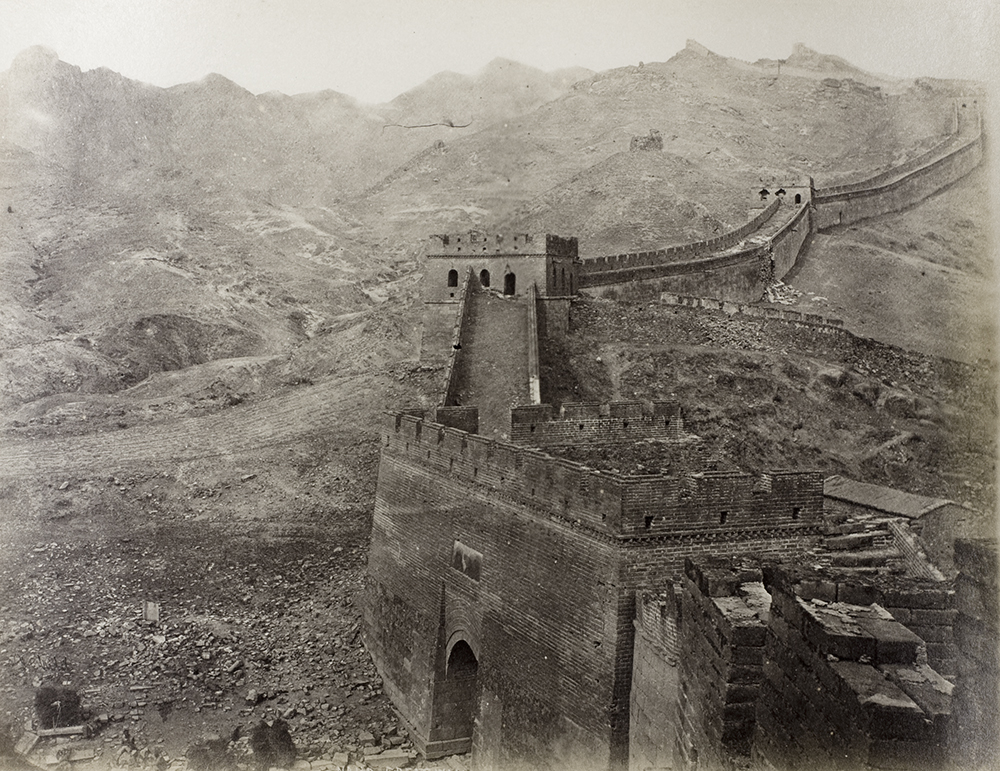
Thomas Child: Velká čínská zeď, asi 1877

Thomas Child (1841, Madeley, Shropshire, Anglie – 1898) byl anglický fotograf a inženýr známý jako průkopník fotografie v Číně. Child během svého pobytu v Pekingu v 70. a 80. letech 19. století vyprodukoval velké množství fotografií – v době, kdy ve městě nepůsobili prakticky žádní jiní fotografové. Během dvou desetiletí, které strávil v Číně, sestavil Child nejstarší ucelený fotografický katalog zvyků, architektury a lidí z pekingské říše Čching. Některé Childovy fotografie architektury patří mezi nejstarší a jediné dochované fotografické záznamy tamních architektonických subjektů, včetně některých jeho snímků Starého letního paláce.

## Životopis
Thomas Child se narodil v Shropshire v Anglii v roce 1841 Johnu a Elizabeth Childovým. Vystudoval jako plynárenský inženýr a zamiloval se do nového umění fotografie, které začal praktikovat v Anglii. V roce 1870 byl Child najat sirem Robertem Hartem, aby se připojil k čínské námořní službě, a v červnu téhož roku odcestoval z Anglie do Pekingu, kde žil až do roku 1889. V době jeho příjezdu do Pekingu tam žila jen asi stovka cizinců a město bylo fotografováno velmi zřídka. Child se okamžitě začal učit čínštinu – v dopise z listopadu 1870 uváděl, že denně tráví tři hodiny s učitelem – a později začal plynule hovořit. Ačkoli jeho původní pracovní smlouva byla pouze na pět let, Child se natolik zamiloval do čínské kultury a scenérie, že se chtěl v této zemi usadit na delší dobu.
Během svého prvního roku v Číně byl Child příliš zaneprázdněn svou inženýrskou prací a studiem čínského jazyka, proto mu na fotografování nezbývalo mnoho času. Situace se zlepšila v březnu 1871, kdy začal fotografovat své okolí. Vzhledem k tomu, že v té době v Pekingu neexistovalo žádné komerční studio, Child využil rychle se rozvíjející poptávku po fotografiích a začal věnovat to málo času, který měl k dispozici, na fotografování architektury a lidí v Pekingu a okolních oblastech. V roce 1875 začal fotografii vnímat jako svou druhou profesi a vstoupil do nejproduktivnějšího období své umělecké kariéry. Z období 1875–1878 pochází většina jeho negativů.
Childova proslulost fotografa v následujících letech významně vzrostla. Na konci 70. let 18. století se stal přispívajícím fotografem pro čtvrtletník The Far East, periodikum vydávané v Japonsku a Šanghaji, které představovalo obrazy obou regionů od nejvýznamnějších fotografů, kteří tam v té době pracovali. Jeho snímky byly publikovány v číslech z července 1877, srpna 1877, prosince 1877 a ledna 1878 a reklama, kterou vydal v dubnu 1878, nabízela téměř 200 jednotlivých „pohledů na Peking a jeho okolí“ po padesáti centech. Child měl pravděpodobně největší fotografický úspěch ve Francii poté, co francouzský římskokatolický biskup v Pekingu Alphonse Favier ve své knize Peking, Histoire et Description z roku 1897 široce využil Childova díla – ať už jako gravírované fotografie nebo jako dřevoryty. Ačkoli většina z jeho negativů byla vytvořena v 70. letech 19. století, tisky se reprodukovaly a prodávaly ještě i v letech osmdesátých.
Child se do Anglie vrátil se svou rodinou – s výjimkou svého nejstaršího syna Alfreda, který byl rovněž zaměstnán u Čínské námořní celní služby a zůstal v Pekingu jako nástupce svého otce – v roce 1889 a formálně odešel z celní služby v následujícím roce. Koupil dům v Chelsfieldu v Kentu a jako vzpomínku na čas strávený v Číně jej pojmenoval „Chang-an-Tang“, volně přeloženo jako „Studia věčného míru“. Thomas Child zemřel poblíž svého domu 27. května 1898 poté, co spadl z kočáru taženého koňmi a způsobil si frakturu lebky.

## Fotografie Číny a čínské architektury
Child fotografoval významné pilíře čínské architektury, jako je Starý letní palác, Nebeský chrám, Pekingská observatoř, Velká čínská zeď, Zakázané město, Chrám azurových mraků, Chrám nebes a další. Zachytil také pouliční scény, které ukazují rušný obchod dynastie Čching. Ačkoli byl Child primárně známý svou architektonickou fotografií, byl také uznávaným portrétním fotografem a vytvořil obrazy podomních obchodníků, žebráků, náboženských vůdců, velvyslanců a zajímavý svatební portrét mladé šlechtické nevěsty a ženicha.
Jedním z nejvýznamnějších Childových příspěvků k fotografii 19. století a studiu čínské architektury a historie jsou jeho fotografie Yuanmingyuan – známého jako Starý letní palác – jeden z nejsilnějších symbolů čínské minulosti. Childovy fotografie patří k nejstarším a nejdůležitějším fotografickým důkazům konkrétních rysů významného historického místa. Tyto fotografie mají zvláštní význam. Je to jediný známý fotografický záznam tohoto architektonického mistrovského díla. Další místa, které Child vyfotografoval, jako například Xiyang Lou a Fountain Gate, byly později dále zničeny během boxerského povstání a následných konfliktů.
V roce 2015 se na čínské burze v Londýně v rámci Asia Art Week uskutečnila první moderní výstava prací Thomase Childa. Výstava Qing Dynasty Peking: Thomas Child's Photographs představovala více než 40 Childových fotografií ze sbírky Stephana Loewentheila Photography of China – držitele největší a nejdůležitější sbírky Childových fotografií – z nichž mnohé nebyly nikdy veřejně vystaveny. V říjnu 2016 výstava odcestovala do New Yorku, kde byla představena v galerii Sidney Mishkin v Baruch College. Výstavu pozitivně zmínili ve zprávách například The New York Times, BBC, nebo The Atlantic.
V roce 2020 byla na výstavě Lai Fong and Thomas Child: Photographs of Late Qing Dynasty Chinese Street Life představena skupina Childových fotografií, také ze sbírky Stephana Loewentheila.
Na rozdíl od jiných zahraničních fotografů, kteří působili v Pekingu – včetně Felice Beata a Johna Thomsona – Childova práce ukazuje znalý přístup k místům a lidem v Pekingu, pravděpodobně díky jeho postavení rezidenta. Childovy fotografie byly během jeho života oceňovány mezinárodní i čínskou klientelou a jeho obrazy byly šířeny po celém světě. Kurátorka Stacey Lambrow uvedla, že „Thomas Child není dostatečně uznáván. To, co udělal, bylo pozoruhodné a vytvořil ...nejkomplexnější fotografické zobrazení Pekingu 19. století.“

## Galerie

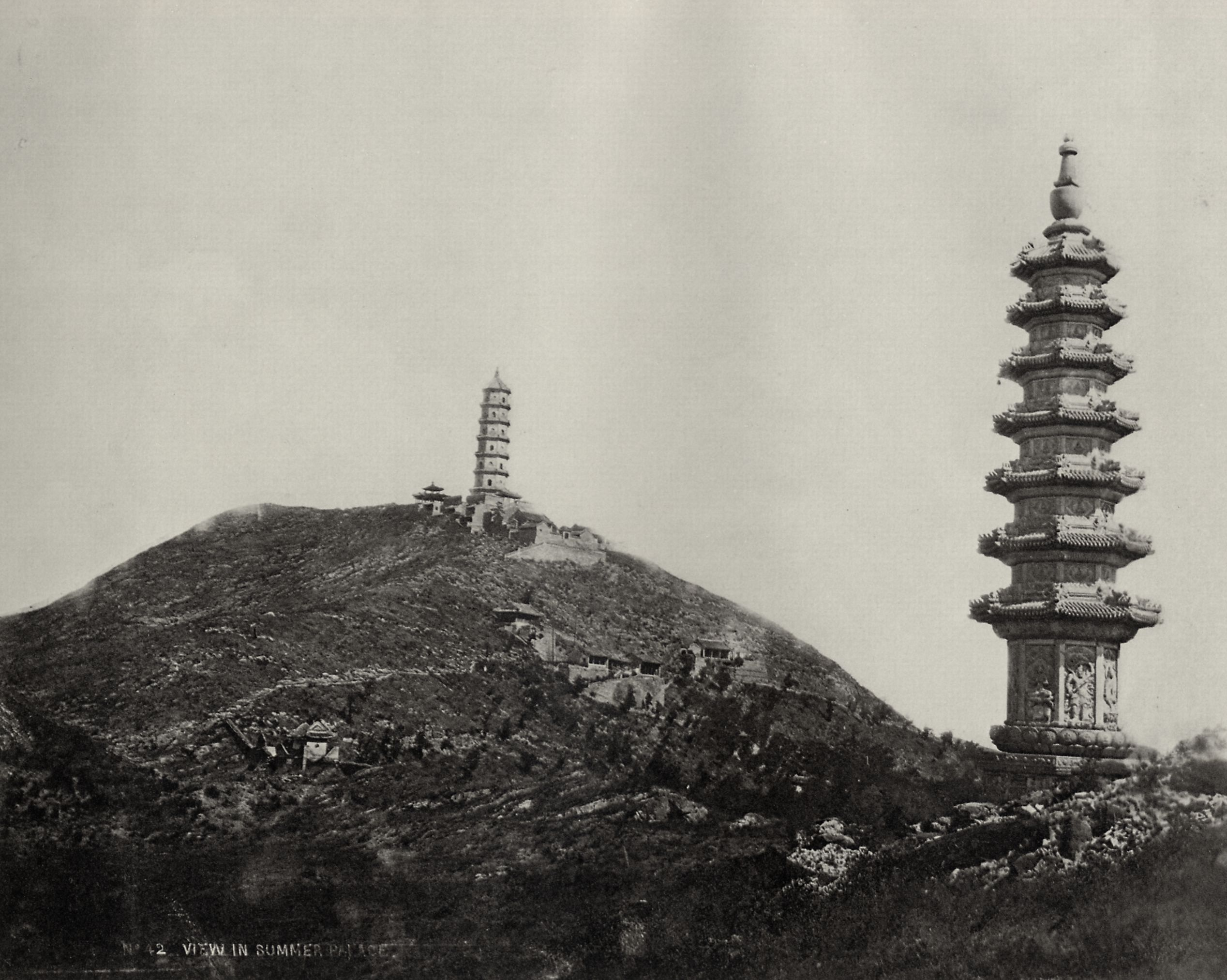
Alter Sommerpalast, Yu-chuan Shan
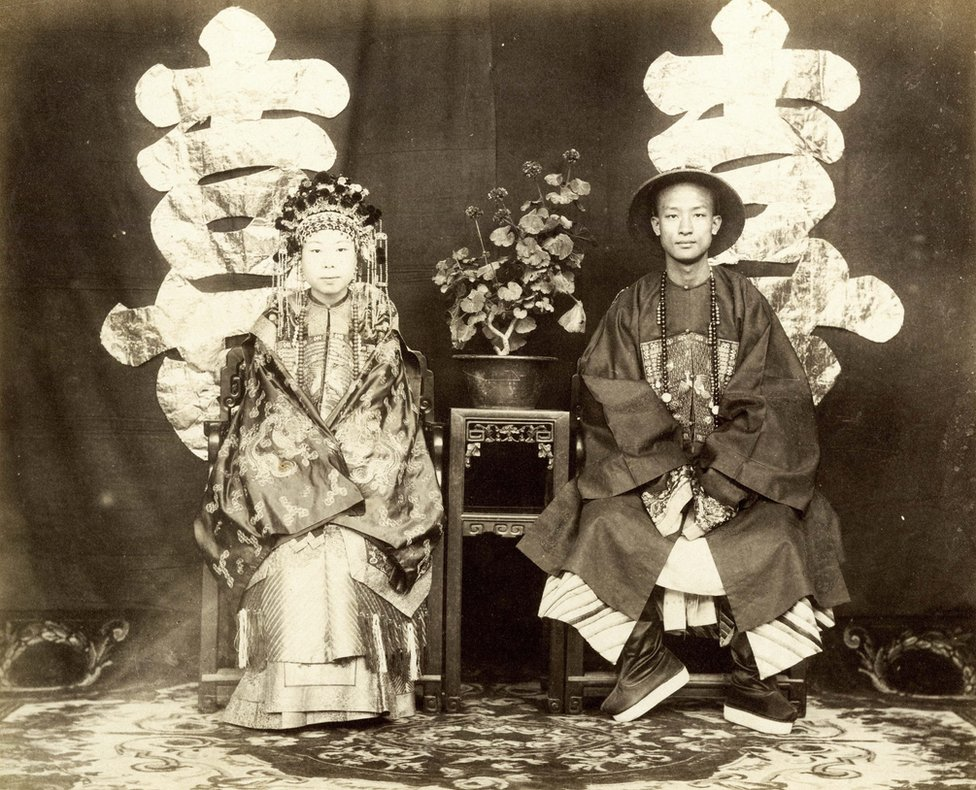
Ženich a nevěsta
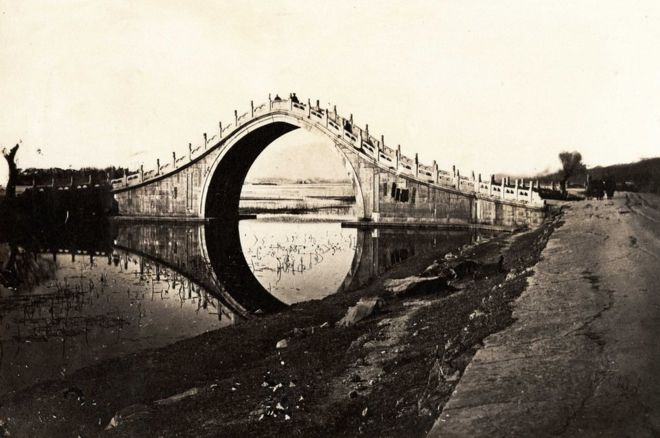
Jade Belt Bridge
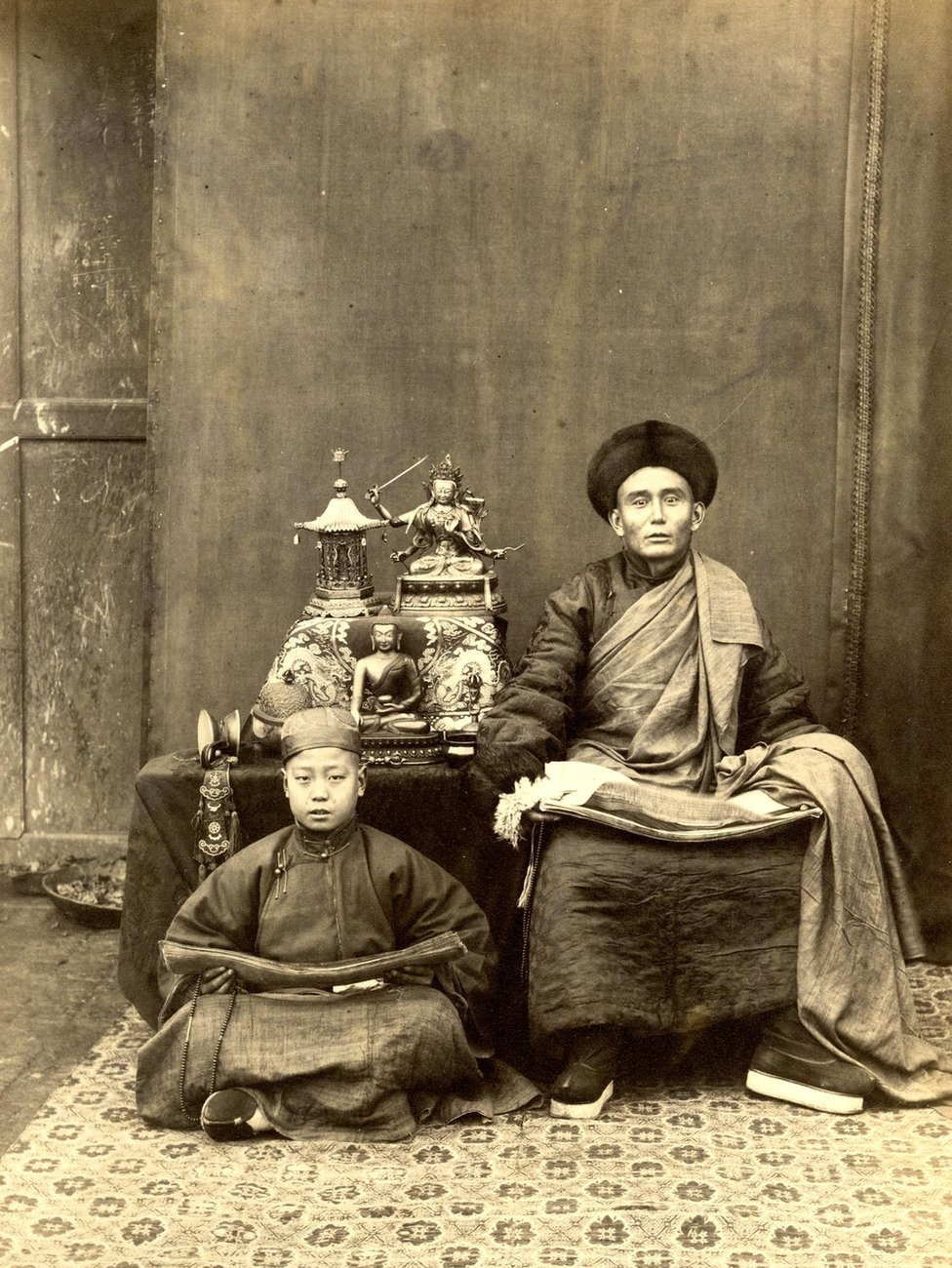
Mongolský Lama
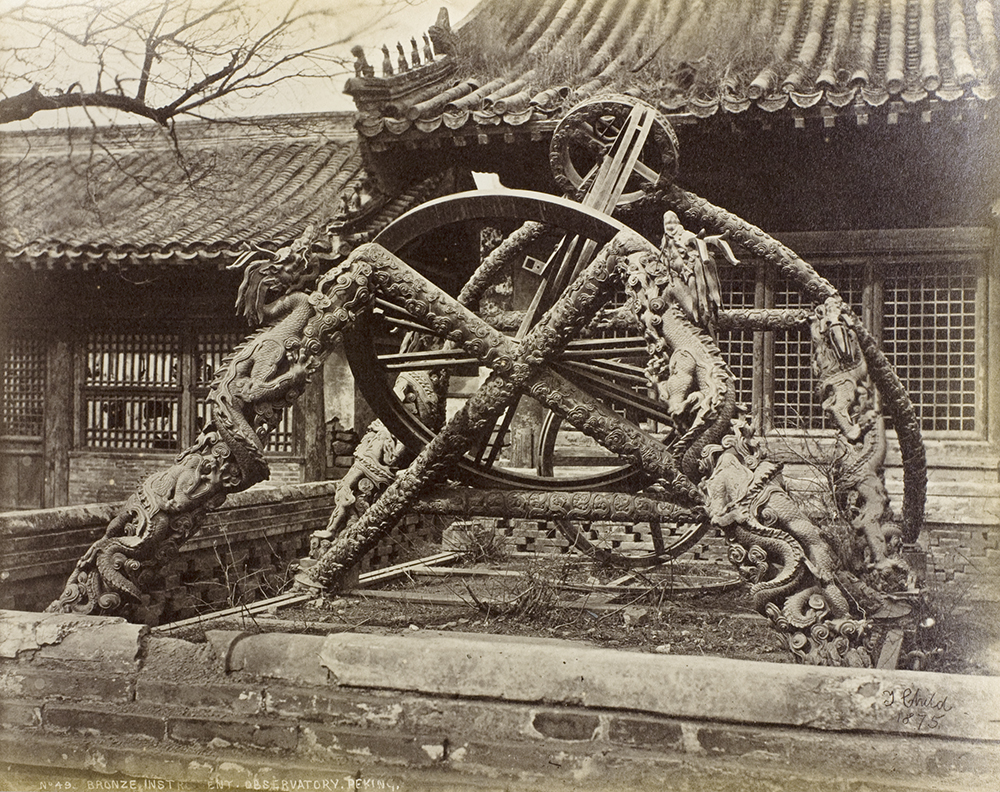
Observatoř, Bronze Astronomical Instrument
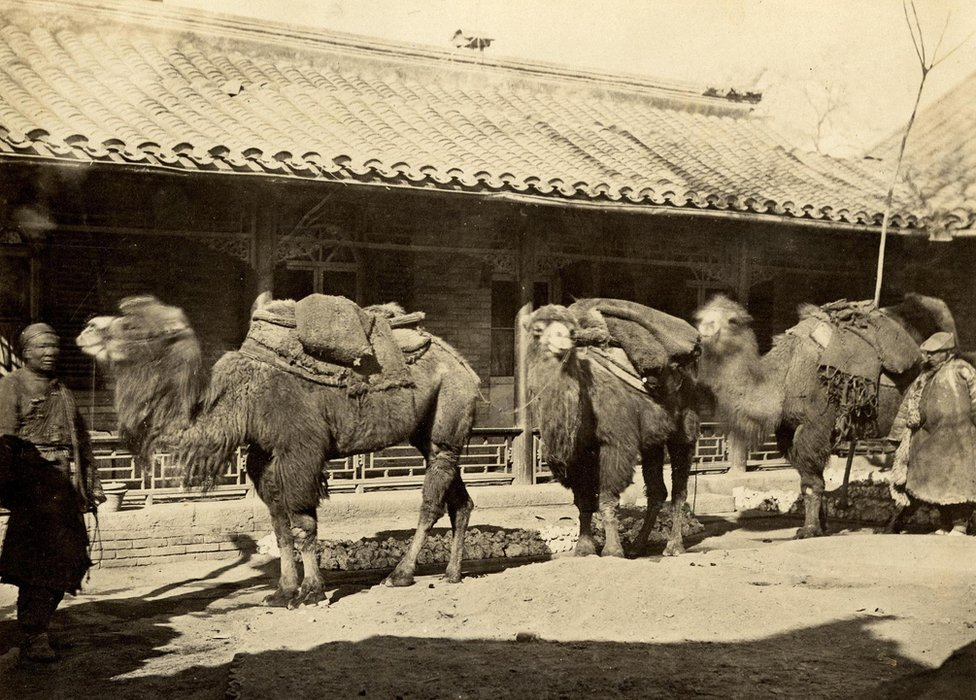
Přehlídka velbloudů
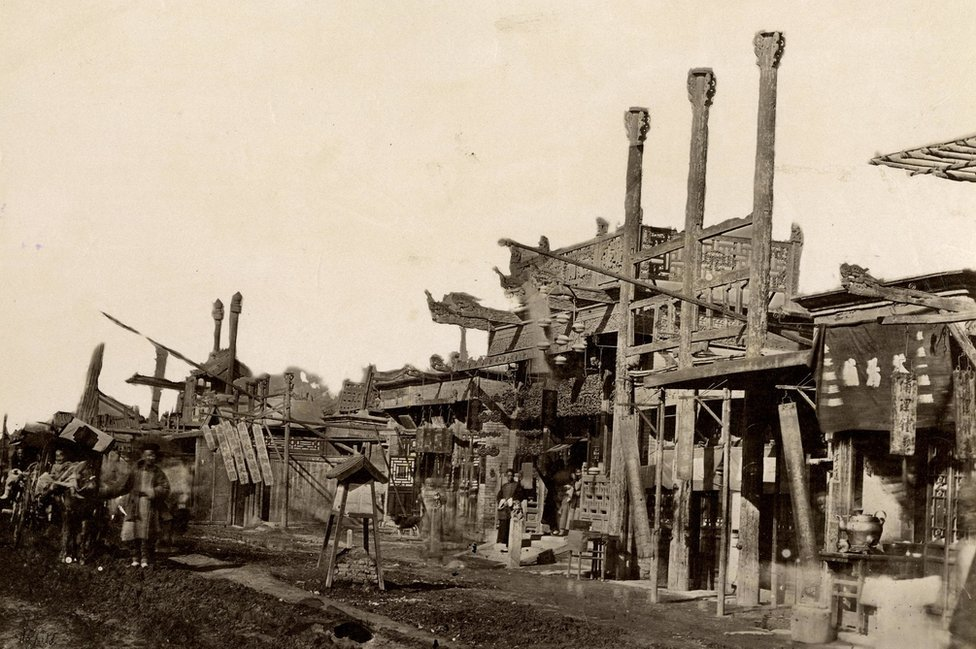
Ulice Pekingu
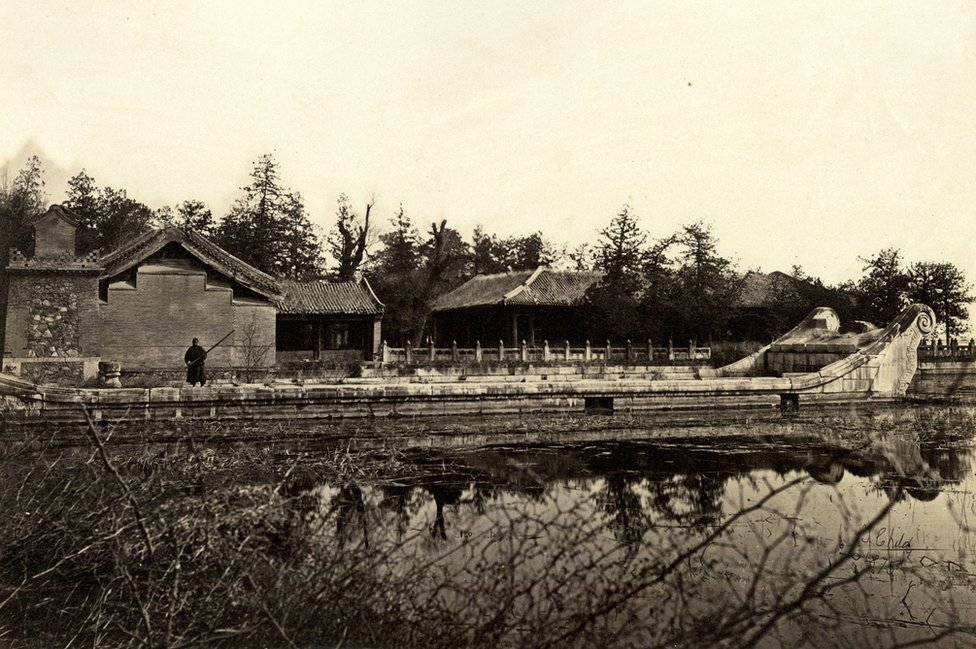
Stone Junk, Letní palác